# Hockey Club Amatori Vercelli
L'Hockey Club Amatori Vercelli è un club italiano di hockey su pista fondato nel 1962 ed avente sede a Vercelli.
Nella sua storia ha vinto 3 campionati nazionali (nel 1982-1983, 1983-1984 e nel 1985-1986), 1 Coppa Italia, 2 Coppe CERS, oltre a 1 Coppa di Lega di Serie C nel 1978, 1 Trofeo Mundialito nel 1985, 1 Torneo di Vigo nel 1998 e 1 Coppa di Lega di Serie B nel 2008-2009.
Nel 1997 fu omaggiato della Stella d'argento al merito sportivo e nel 2015 della Stella d'oro al merito sportivo dal CONI.

## Storia
L'Hockey Amatori Vercelli è stato fondato nella primavera del 1962 da un gruppo di appassionati sportivi vercellesi, che iniziarono a cimentarsi con voglia ed entusiasmo sulla nuova pista di pattinaggio appena costruita presso il Circolo Lavoratori del Rione Isola di Vercelli.
Dopo i primi campionati in Serie D e successivamente in Serie C, dove l'Amatori giunse seconda nel 1963, l'entusiasmo per la nuova disciplina prese immediatamente piede presso i giovani del Rione, i quali iniziarono a frequentare la pista del “circolino” e ad avvicinarsi all'hockey tanto da formare in breve tempo una squadra giovanile.
Nel 1966 arrivò la promozione in Serie B, affrontata nell'anno successivo con una rosa formata da giocatori tutti vercellesi e ottenendo ottimi risultati in virtù delle scarse possibilità economiche dell'epoca.
Nel 1970 arrivò un po' a sorpresa la promozione in Serie A, ma una sequela di problemi, primi fra tutti la mancanza di un adeguato impianto al coperto, fecero sì che la stagione si concluse con l'immediato ritorno tra i cadetti.
Nei successivi campionati si rimane sempre al vertice fino al 1977, quando arrivò la retrocessione in Serie C, ma grazie al nuovo assetto societario con al vertice lo sponsor rappresentato dal compianto Giuseppe Domenicale si riuscì a vincere immediatamente la Coppa Italia di Serie C e a tornare nella categoria superiore con elevate ambizioni di salire successivamente nella massima categoria.
Nell'estate del 1980 Giuseppe Domenicale viene eletto Presidente, vengono ingaggiati Mino Battistella nel duplice ruolo di allenatore-giocatore e il portoghese Jaime Cardoso, la squadra si trasferisce nell'impianto al coperto del palestrone del rione Concordia e a fine campionato arriva la meritata promozione in Serie A.

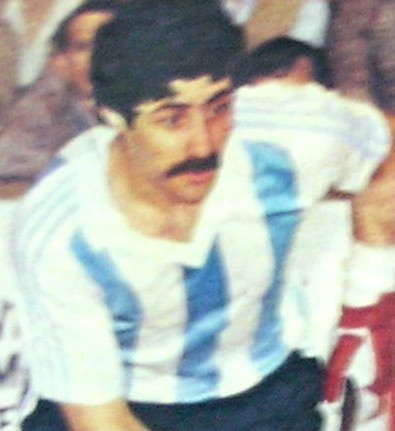
Il fuoriclasse argentino Daniel Martinazzo, due volte scudettato con l'Amatori Vercelli nella prima metà degli anni 1980.

L'Amatori, ingaggiati giocatori come Franco Girardelli, Borrini, Rollino e Alessandro Cupisti, giunge seconda nel campionato 82-83 per un solo punto dietro la Corradini Reggio Emilia di Pino Marzella, gettando le basi, grazie anche all'ingaggio nell'estate seguente del fuoriclasse argentino Daniel Martinazzo, per la conquista del primo storico scudetto nel successivo campionato 1982-83, chiuso in vetta durante la stagione regolare e terminato con il titolo di campione d'Italia dopo lo spareggio in quel di Viareggio, dove l'Amatori Lodi viene sconfitta con il risultato di 6 a 1, a seguito della leggendaria gara 3 di finale al nuovo Palaisola con il goal di Martinazzo per il 2 a 2 finale a meno di un minuto dalla fine davanti a più di 3.500 spettatori.
La stagione 1982-83 viene giustamente tuttora ricordata come l'anno d'oro dell'Hockey su pista vercellese, in quanto culminò con la conquista anche della Coppa Italia e della Coppa Cers.
Il campionato 1983-84 si conclude con il secondo titolo di campione d'Italia per la compagine vercellese, ormai avviata a essere una realtà sportiva di grande richiamo sia a livello nazionale che europeo: nello spareggio di Trissino l'Hockey Club Monza di Aguero e Marzella venne sconfitto nettamente per 5 a 2.
Il seguente campionato, pur condotto nuovamente tra le squadre protagoniste e con l'Amatori orfana del fuoriclasse Martinazzo passato agli spagnoli del Liceo La Coruña, vede la squadra targata Maglificio Anna uscire ai quarti di finale play off contro gli eterni rivali dell'Hockey Club Monza ma la successiva stagione 1985-86 risulta nuovamente trionfale per i colori gialloverdi, grazie anche all'innesto di fuoriclasse come lo statunitense Trussel (capocannoniere ai mondiali disputatisi a Novara l'anno precedente), Crudeli e soprattutto Marzella: dopo l'esaltante serie di semifinale contro i rivali di Novara conclusasi in gara 5 grazie allo storico goal a un secondo dal termine di Pino Marzella in un PalaIsola gremito all'inverosimile con oltre 3.000 persone, il Bassano di Girardelli viene sconfitto abbastanza facilmente in 4 gare di finale e giunge quindi il terzo e al momento ultimo scudetto per la società vercellese, che all'epoca vedeva ancora al proprio timone l'indimenticato Giuseppe Domenicale e Gianni Torazzo come Direttore Sportivo nonché artefice principale delle strategie di mercato.

La rosa e lo staff tecnico dell'Amatori Vercelli per la seconda volta campione d'Italia nella stagione 1983-84

Il campionato 1986-87 vede l'Amatori Vercelli arrivare seconda dopo un appassionante finale con il Novara mentre l'annata successiva, terminate tra numerosi difficoltà, si conclude con la conquista dell'alloro europeo della Coppa Cers; perso Pino Marzella passato all'Hockey Club Monza vengono ingaggiati i fratelli Enrico e Massimo Mariotti e il fuoriclasse argentino Roldan: il campionato si conclude tra alti e bassi con l'eliminazione ai play off ma in campo europeo, dopo una mitica partita contro il Benfica in cui viene ribaltato il pesante passivo della gara di andata, in finale contro i portoghesi del Paço de Arcos la squadra gialloverde conquista meritatamente la seconda Coppa Cers della sua storia.
L'epoca d’oro dell'Amatori Vercelli di patron Domenicale di fatto si conclude così. Alla fine del 1990 arriva la retrocessione in Serie A2 e riconquistata la massima categoria nella stagione 1991-92, dopo lo spareggio di Follonica contro il Salerno, l’arrivo come Presidente di Lorenzo Piccioni porterà nuova linfa ed entusiasmo nell'ambiente gialloverde, purtroppo coincidente con gli anni dello squadrone novarese dei gemelli Michielon.
L'Amatori Vercelli arriva seconda dietro il Novara per 3 anni di seguito, dal 1997 al 1999, ma la meritata rivincita avviene la sera di sabato 30 maggio 1998: la società gialloverde organizza le final four di Champions League che vede come squadre partecipanti la stessa Amatori Vercelli, Barcellona, Igualada e Hockey Novara. In un palazzetto gremito come ai tempi d'oro i gialloverdi, nell'incontro di semifinale contro i “cugini”, ribaltano il passivo di 0 a 3 a vanno a vincere per 4 reti a 3 grazie a una prodezza di Roberto Crudeli, qualificandosi così per la finale del giorno successivo contro gli spagnoli dell'Igualada.
Provati anche dalle fatiche della sera precedente, i ragazzi di mister Caricato devono capitolare di fronte allo squadrone spagnolo ma rimane e rimarrà per sempre la soddisfazione per il traguardo raggiunto e per l'impresa della semifinale.
Chiuso, come detto, anche il campionato successivo al secondo posto nonostante la cessione dei fratelli Mirko e Alessandro Bertolucci e di Crudeli (degnamente sostituiti da Raed, Bresciani e Polverini), l'abbandono ai vertici societari di Lorenzo Piccioni e la retrocessione al termine della stagione 2000-01 fanno imboccare alla società gialloverde un lungo periodo pieno di difficoltà societarie con la squadra impegnata tra la Serie A2 e la Serie B, fino ai giorni odierni in cui un ritrovato entusiasmo tra la tifoseria e l'attuale dirigenza sta facendo in modo di provare a gettare le basi per un futuro degno della storia di questa gloriosa società.
28 Aprile 2018 - L'Amatori torna in serie A1
Articolo da VERCELLINOTIZIE (Andrea Borasio)
È quasi impossibile trasformare in parole le emozioni. L’Amatori torna in seria A1 ed una città si scopre, nuovamente innamorata dei colori gialloverdi. È notte fonda mentre scriviamo questo pezzo. Il sonno allaga mente e occhi, eppure le emozioni restano quelle di poche ore prima. L’attesa, la partita, il sogno che si avvera. Grazie Amatori! Grazie per le emozioni che ci hai fatto vivere in una serata di primavera. Grazie per quello che solo tu sai regalare. Un palazzetto gioioso, vero, sincero. Una squadra formata da uomini, quelli con la U maiuscola. Un pubblico incredibile. Ecco, in una nottata insonne, caro Amatori non possiamo che ringraziarti per quello che ci hai regalato.
Grazie a ragazzi straordinari.
Grazie a David Domench Valls, il sorriso stampato sulle labbra e portiere di cui sentiremo parlare molto in futuro. Grazie a Ferruccio Pasciullo, la riserva silenziosa ma sempre pronta quando è stato chiamato in causa. Grazie ad Alex Raffaelli, persona di poche parole ma di grandi fatti. Grazie ad Andrea Perroni, ragazzo che qualunque madre vorrebbe fidanzato della propria figlia. Grazie a Matteo Farina, uomo dalle poche parole, educato a trascinatore. Grazie a Mattia Milani, folletto in campo e fuori. Grazie a Samuele De Pietri, il capitano, colui che la faccia la sempre messa. Grazie a Marco Motaran, il cuore gialloverde di questa squadra e ragazzo straordinario. Grazie a Beppe Tarsia, panchinaro per tutta la stagione ma mai una parola fuori posto. Grazie a Nicola Fiorentino, uno che voleva vestire questa maglia e che ne è andato orgoglioso.
Pino e Toro, non ci sono parole….
Un grazie enorme a due persone che hanno sposato la causa gialloverde senza porsi domande, Pino Marzella e Gianni Torazzo. Il primo saluta Vercelli dopo averle regalato un sogno. Il secondo, invece, porta nel cuore la storia di questa società e non potrebbe essere altrimenti. A loro due deve andare un abbraccio speciale. Di quelli che ti lasciano senza fiato.
Quelli che…dietro le quinte. 
Grazie a chi ci ha creduto, sempre e comunque. Ai tifosi, impareggiabili e commoventi. Ai dirigenti che in questi anni di “vacche magre” sono riusciti a far approdare in porto questa nave. Grazie a Bruno Pasciullo, a Roberto Giraudi, a Mirko Brizzi e a tutte quelle persone che dietro alle quinte hanno lavorato, seriamente.
Davide e gli altri… 
È notte fonda, i tasti del computer sono macigni. Apro la cartella delle immagini di questa straordinaria serata e mi ritrovo immerso in mille pensieri. Gli abbracci con Davide Costanzo e con Andrea Rampazzo, due di quelli che c’erano quando la barca stava affondando. Gli abbracci con i tifosi e le tifose con le quali abbiamo condiviso una stagione straordinaria.
Lassù hanno festeggiato. 
Suona il telefono. Rispondo e dall’altra parte della cornetta ci sono mille voci. Arrivano dal Paradiso. Ci sono quelle di mia nonna (mamma mia, ogni sabato voleva sapere cosa aveva fatto l’Amatori…), quelle di Paolo Torazzo, di Giuseppe Domenicale, di Milli Milani, di Tino Mortara, di Beppe Molteni, di Massimo Pregnolato, di Jaime Cardoso e di tanti altri. Stanno facendo festa, lassù… Mi affaccio alla finestra e vedo una nuvola coprire la luna. La fisso, mi sorride. È il loro sorriso, di quelli che dalla tribuna più bella che ci sia, questa sera, hanno gioito… È notte fonda, il letto mi attende ma, caro Amatori, stai certo che questa nottata non potrò mai scordarla.
La luna è gialloverde. 
Grazie vecchio cuore gialloverde e continua a battere forte perché la tua gente ti adora. Buona notte Vercelli. Domattina ti sveglierai in serie A… quel sogno che aspettavamo da troppi anni. E come scrisse qualcuno: «La vita e i sogni sono fogli di uno stesso libro: leggerli in ordine è vivere, sfogliarli a caso è sognare». (Andrea Borasio)
1 Aprile 2019
Dopo la partecipazione al campionato di Serie A1 nella stagione 2018/2019 classificandosi all'undicesimo posto in classifica mantiene il diritto alla partecipazione al campionato di serie A1 per la stagione 2019/2020 
1 Luglio 2019
Nonostante il diritto acquisito nella passata stagione l'Amatori il 1 Luglio del 2019 rinuncia all'iscrizione al campionato di massima serie in A1 retrocedendo per regolamento alla Serie B.

## Cronistoria
| Cronistoria dell'Amatori Vercelli |
| --- |
| - 1962 · Fondazione dell'Amatori Vercelli. - 1962 · Promozione. Promossa in serie C - 1963 · Serie C. - 1964 · Serie C. - 1965 · Serie C. - 1966 · Serie C. Promossa in Serie B - 1967 · Serie B. - 1968 · Serie B. - 1969 · Serie B. - 1970 · Serie B. Promossa in Serie A - 1971 · 12º in Serie A. Retrocessa in Serie B - 1972 · Serie B. - 1973 · Serie B. - 1974 · Serie B. - 1975 · Serie B. - 1976 · Serie B. - 1977 · Serie B. Retrocessa in Serie C - 1978 · Serie C. Promossa in Serie B - 1979 · Serie B. - 1979-1980 · Serie B. - 1980-1981 · Serie B. Promossa in Serie A - 1981-1982 · 2º in Serie A. - 1982-1983 · Campione d'Italia (1º titolo). Vince la Coppa Italia (1º titolo). Vince la Coppa CERS (1º titolo). - 1983-1984 · Campione d'Italia (2º titolo). Finalista della Coppa Italia. Eliminata ai quarti di finale della Coppa dei Campioni. - 1984-1985 · 5º in Serie A1, eliminata ai quarti di finale dei play-off scudetto. Eliminata ai quarti di finale della Coppa Italia. Eliminata ai quarti di finale della Coppa dei Campioni. - 1985-1986 · Campione d'Italia (3º titolo). - 1986-1987 · 2º in Serie A1, finalista dei play-off scudetto. Eliminata ai quarti di finale della Coppa Italia. Eliminata in semifinale della Coppa dei Campioni. - 1987-1988 · 2º in Serie A1, eliminata in semifinale dei play-off scudetto. Vince la Vince la Coppa CERS (2º titolo). - 1988-1989 · 7º in Serie A1, eliminata ai quarti di finale dei play-off scudetto. Eliminata in semifinale della Coppa CERS. - 1989-1990 · 16º in Serie A1. Retrocessa in Serie A2 - 1990-1991 · Serie A2. - 1991-1992 · Serie A2. Promossa in Serie A1 - 1992-1993 · 12º in Serie A1. - 1993-1994 · 6º in Serie A1, eliminata ai quarti di finale dei play-off scudetto. - 1994-1995 · 4º in Serie A1, eliminata in semifinale dei play-off scudetto. Eliminata al primo turno della Coppa CERS. - 1995-1996 · 4º in Serie A1, eliminata in semifinale dei play-off scudetto. Eliminata ai quarti di finale della Coppa CERS. - 1996-1997 · 2º in Serie A1. Eliminata nella fase a gironi della Champions League. - 1997-1998 · 1º in Serie A1, finalista dei play-off scudetto. Finalista della Champions League. - 1998-1999 · 2º in Serie A1. Eliminato in semifinale di Coppa Italia. Eliminata agli ottavi di finale della Champions League. - 1999-2000 · 7º in Serie A1, eliminata ai quarti di finale dei play-off scudetto. Finalista della Coppa Italia. - 2000-2001 · 12º in Serie A1. Retrocessa in Serie A2. Eliminato al secondo turno della Coppa Italia. - 2001-2002 · Serie A2. Promossa in Serie A1. Rinuncia alla serie A1 e riparte dalla serie B - 2002-2003 · Serie B. Promossa in Serie A2. - 2003-2004 · Serie A2. - 2004-2005 · Serie A2. Si fonde con il Seregno e viene ripescata in serie A1. - 2005-2006 · 8º in Serie A1, eliminata ai quarti di finale dei play-off scudetto. Rinuncia alla serie A1 e riparte dalla serie B. - 2006-2007 · Serie B. - 2007-2008 · Serie B. - 2008-2009 · Serie B. Promossa in Serie A2. - 2009-2010 · Serie A2. - 2010-2011 · 7° in Serie A2, vince i play-off promozione. Promossa in Serie A1 Escluso dalla serie A1. - 2011-2012 · 8º in Serie A2, eliminata ai quarti di finale dei play-off promozione. - 2012-2013 · Serie A2. - 2013-2014 · 5º in Serie A2. - 2014-2015 · 11º in Serie A2. Retrocessa in serie B Ripescata in serie A2. - 2015-2016 · 8º in Serie A2. - 2016-2017 · 7º in Serie A2. - 2017-2018 · 2º in Serie A2, vince i play-off promozione. Promossa in Serie A1 - 2018-2019 · 11º in Serie A1. Rinuncia alla serie A1 e riparte dalla serie B. - 2019-2020 · 6º nel girone A in Serie B. Stagione interrotta a causa della pandemia di COVID-19. - 2020-2021 · 4º nel girone A della Fase finale in Serie B. - 2021-2022 · 2º nel girone A della Prima fase in Serie B. Quarti di finale della Coppa Italia di Serie B. - 2022-2023 · Serie B. - 2023-2024 · Serie B. |

## Colori e simboli
I colori sociali del club in origine furono il bianco e l'azzurro, poi diventarono il giallo e il verde.

## Strutture
L'attività iniziò sulla pista di pattinaggio del Circolo Lavoratori del Rione Isola di Vercelli, poi la squadra si trasferì al coperto nella grande palestra del Rione Concordia.
L'attuale PalaPregnolato fu inaugurato il 18 settembre 1982 e chiamato Palahockey o PalaIsola, dal nome del rione in cui è ubicato. Negli anni seguenti fu dedicato a Massimo Pregnolato, giovane hockeista scomparso.

## Società
L'Amatori Vercelli fu fondato nel 1962 con giocatori provenienti dalla disciolta sezione Hockey della Pro Vercelli, squadra già presente negli anni venti e che ormai da anni militava in serie C. Attualmente (2019-2020) milita in Serie B e nel settore giovanile con la categoria U17.

## Palmarès

### Competizioni nazionali
4 trofei
- Campionato italiano: 3

1982-1983, 1983-1984, 1985-1986
- Coppa Italia: 1

1982-1983

### Competizioni internazionali
2 trofei
- Coppa CERS/WSE: 2

1982-1983, 1987-1988

## Statistiche

### Partecipazioni ai campionati
| Livello | Categoria | Partecipazioni | Debutto   | Ultima stagione | Totale |
| ------- | --------- | -------------- | --------- | --------------- | ------ |
| 1º      | Serie A   | 3              | 1971      | 1982-1983       | 21     |
| 1º      | Serie A1  | 18             | 1983-1984 | 2018-2019       | 21     |
| 2º      | Serie B   | 13             | 1967      | 1980-1981       | 27     |
| 2º      | Serie A2  | 14             | 1990-1991 | 2017-2018       | 27     |
| 3º      | Serie C   | 5              | 1963      | 1978            | 10     |
| 3º      | Serie B   | 5              | 2002-2003 | 2019-2020       | 10     |

### Partecipazioni alle coppe europee
| Competizione                | Partecipazioni | Debutto   | Ultima stagione | Miglior risultato                  |
| --------------------------- | -------------- | --------- | --------------- | ---------------------------------- |
| Coppa dei Campioni Eurolega | 6              | 1983-1984 | 1998-1999       | Finalista nel 1997-1998            |
| Coppa CERS                  | 5              | 1982-1983 | 1995-1996       | Campione nel 1982-1983 e 1987-1988 |